# Przyspieszenie grawitacyjne
Przyspieszenie grawitacyjne – przyspieszenie ciał wynikające z przyciągania grawitacyjnego. W warunkach spadku swobodnego ciał jest ono po prostu przyspieszeniem ich ruchu. W sytuacji statycznej, np. ciała spoczywającego na poziomej powierzchni, przyspieszenie grawitacyjne odpowiada za mierzony ciężar. 
Ogólnie, zgodnie z klasyczną teorią grawitacji Newtona, przyspieszenie ciała znajdującego się w polu grawitacyjnym innego ciała nie zależy od masy przyciąganego ciała, a zależy od masy przyciągającego ciała. Przyspieszenie punktowego ciała 2 wywoływane przez grawitację punktowego lub sferycznie symetrycznego (np. kulistego) ciała 1 dane jest wzorem:
{\displaystyle a_{2}=G{\frac {m_{1}}{r^{2}}}}
gdzie:
a2 – przyspieszenie grawitacyjne ciała 2 przyciąganego przez ciało 1
G – stała grawitacji
m1 – masa ciała wytwarzającego pole grawitacyjne
r – odległość między środkami przyciągających się ciał
Drugie ciało przyspiesza pierwsze zgodnie z tym samym wzorem:
{\displaystyle a_{1}=G{\frac {m_{2}}{r^{2}}}}
Przyspieszenie ciała 2 mierzone w układzie odniesienia, poruszającym się razem z ciałem 1 będzie miało wartość sumaryczną równą a1 + a2. W przypadku jednak, gdy różnica mas obu ciał jest bardzo duża, wówczas przyspieszenie ciała "dużego" przez ciało "małe" jest całkowicie pomijalne. Stąd w granicach błędu pomiaru, bardzo często przyspieszenie grawitacyjne nie zależy od masy ciała "małego". Przyspieszenie grawitacyjne spadającej na ziemię lokomotywy i piórka jest praktycznie takie samo. Piórko spada na ziemię wolniej bo ma większe opory aerodynamiczne przy spadaniu, a nie dlatego, że jest "słabiej" przyciągane. 
Pojęcie to stosuje się najczęściej w układach, w których jeden obiekt posiada bardzo dużą masę a drugi bardzo małą. Przy powierzchni dużego, sferycznego obiektu (np: planety) wartość przyspieszenia grawitacyjnego jest mniej więcej stała, tzn. nie waha się o więcej niż 2–3%. Tabele podające przyspieszenie grawitacyjne dla ciał niebieskich odnoszą się zwykle do wartości mierzonej albo na równiku danego ciała albo przy szerokości geograficznej 45° na uśrednionym poziomie jej powierzchni. Różnica między przyspieszeniem grawitacyjnym obracającej się planety, mierzonym na równiku i biegunach wynika z wkładu siły odśrodkowej do pomiarów przeprowadzanych na równiku, a także ze spłaszczenia biegunowego wywołanego rotacją.
Standardowe przyspieszenie ziemskie przyjęło się oznaczać literą g i uznawać za stałą fizyczną.
Przykładowe wartości przyspieszenia na powierzchni wybranych ciał niebieskich z uwzględnieniem przyspieszenia odśrodkowego:
| Ciało niebieskie           | przyspieszenie grawitacyjne [m/s²] | względem przyspieszenia ziemskiego [g] |
| -------------------------- | ---------------------------------- | -------------------------------------- |
| Słońce                     | 273,95                             | 27,9                                   |
| Merkury                    | 3,7                                | 0,38                                   |
| Wenus                      | 8,9                                | 0,90                                   |
| Mars                       | 3,70                               | 0,38                                   |
| Jowisz                     | 23,1                               | 2,35                                   |
| Saturn                     | 9,0                                | 0,92                                   |
| Uran                       | 8,7                                | 0,89                                   |
| Neptun                     | 11,0                               | 1,12                                   |
| Ziemia wartość standardowa | 9,80665                            | 1                                      |
| Księżyc                    | 1,622                              | 0,1654                                 |